# Tony Ganios
Tony Ganios (* 21. Oktober 1959 in Brooklyn, New York; † 18. Februar 2024 in New York City, New York) war ein US-amerikanischer Schauspieler griechischer Abstammung.

## Leben und Karriere
Sein Debüt vor der Kamera hatte Ganios im Jahr 1979 als Perry in The Wanderers, in dem er den Song Stranger Girl sang.
1981 spielte er in dem John-Belushi-Film Zwei wie Katz und Maus einen ehemaligen American-Football-Spieler, der nach dem Ende seiner Karriere als Bergmann arbeitet. Im selben Jahr war Ganios in der Teenager-Komödie Porky’s zu sehen und spielte auch in deren zwei Fortsetzungen mit.
Ganios war in den 1980er Jahren in fünf Folgen der mit dem Emmy ausgezeichneten Fernsehserie Kampf gegen die Mafia als muskulöser Mafia-Anwalt Mike „Mooch“ Cacciatore zu sehen und hatte Gastauftritte in Agentin mit Herz und Der Equalizer. 1985 war er im Musikvideo zu High School Nights von Dave Edmunds zu sehen und 1990 verkörperte er einen Terroristen in Stirb langsam 2 an der Seite von Bruce Willis.
Zwischen 1991 und 1993 folgten Auftritte in drei weiteren Filmen, darunter Die Wiege der Sonne, in dem er seinen streichholzkauenden Charakter aus The Wanderers – als Gegenspieler von Sean Connery – wieder aufleben ließ.
Danach zog sich Ganios von der Schauspielerei zurück und arbeitete als Versicherungsmakler in New York City. Unter dem Pseudonym Nick Fury lieh er einer Figur der Youtube-Animationsserie Bad Vlad seine Stimme.
Ganios starb im Alter von 64 Jahren an Herzversagen, nachdem er wegen einer Infektion des Rückenmarks ins Krankenhaus eingeliefert worden war. Er wurde von seiner Partnerin Amanda Serrano-Ganios überlebt.
Im deutschen Sprachraum wurde Ganios unter anderem von Ingo Albrecht, Thomas Danneberg, Frank Glaubrecht, Claus Jurichs,  Klaus-Dieter Klebsch, Axel Malzacher, Ronald Nitschke, Knut Reschke und Jan Spitzer synchronisiert.

## Filmografie (Auswahl)
- 1979: The Wanderers – Terror in der Bronx
- 1981: Nebenstraßen
- 1981: Zwei wie Katz und Maus
- 1981: Porky’s
- 1983: Porky’s II – Der Tag danach
- 1984: Body Rock
- 1985: Porky’s Rache
- 1987: Agentin mit Herz (Fernsehserie)
- 1988: Der Equalizer (Fernsehserie)
- 1989–1990: Kampf gegen die Mafia (Fernsehserie)
- 1990: Stirb langsam 2
- 1991: Boomer – Überfall auf Hollywood (The Taking of Beverly Hills)
- 1992: Der Ring der Musketiere (Miniserie)
- 1993: Die Wiege der Sonne
- 2017: Wanderers Forever (Dokumentation)